# Колинсвил (Алабама)
Колинсвил (енгл. Collinsville) град је у америчкој савезној држави Алабама. По попису становништва из 2010. у њему је живело 1.983 становника.

## Демографија
Према попису становништва из 2010. у граду је живело 1.983 становника, што је 339 (20,6%) становника више него 2000. године.
| Група             | 2000.       | 2010.       |
| Белци             | 946 (57,5%) | 891 (44,9%) |
| Афроамериканци    | 266 (16,2%) | 179 (9,0%)  |
| Азијати           | 14 (0,9%)   | 2 (0,1%)    |
| Хиспаноамериканци | 386 (23,5%) | 855 (43,1%) |
| Укупно            | 1.644       | 1.983       |